# Joe Downing
Joe Downing est un peintre franco-américain né le 15 novembre 1925 à Tompkinsville dans le Kentucky, mort le 30 décembre 2007 à Avignon, Vaucluse.

## Biographie
Il participe à la Seconde Guerre mondiale en Europe. Il fait des études à l'Art Institute de Chicago. Il s'installe en France en 1950. Il vit et travaille entre Paris et Ménerbes jusqu'à son décès.
Joe Downing fut l’un des artistes défendus par la galerie Arnaud à Paris. Dans l'ambiance de Saint-Germain-des-Prés, peintres, galeristes, collectionneurs, critiques forment « un village » affirme Joe Downing qui, au fil des années, met en place, sur ses toiles, un incroyable puzzle dans lequel le plaisir du coloriste s’exprime sans retenue.
Attiré par les supports inaccoutumés, il peint sur des vieilles portes, des fenêtres, puis des cuirs.

## Créations, rétrospectives et musées
En 1952, il réalise pour la Compagnie Lyrique de Paris les décors de Au fond de la Vallée, un opéra de Kurt Weill.
En 1965, il réalise pour la Compagnie Jean-Louis Barrault - Madeleine Renaud les décors d'une pièce de Marguerite Duras, Des journées entières dans les arbres, jouée au Théâtre de l'Odéon.
En 1967, une première rétrospective de son œuvre de 1950 à 1967 est organisée au musée des beaux-arts de Brest.
En 1976, il réalise deux décors peints en petit feu en 48 exemplaires chacun et un décor peint en grand feu en 24 exemplaires pour l'assiette plate du service Diane en collaboration avec la Manufacture nationale de Sèvres.
En 1982, une nouvelle rétrospective est présentée au Owensboro Museum of Fine Arts au Kentucky. En 1987, une rétrospective est organisée au Musée d'Art et d'Histoire de Metz.
En 1994, l'Atrium Joe Downing est inauguré au Owensboro Museum of Fine Arts.
En 1996, le Pavillon des Portes est inauguré au Baker Arboretum à Bowling Green (Kentucky).

## Expositions

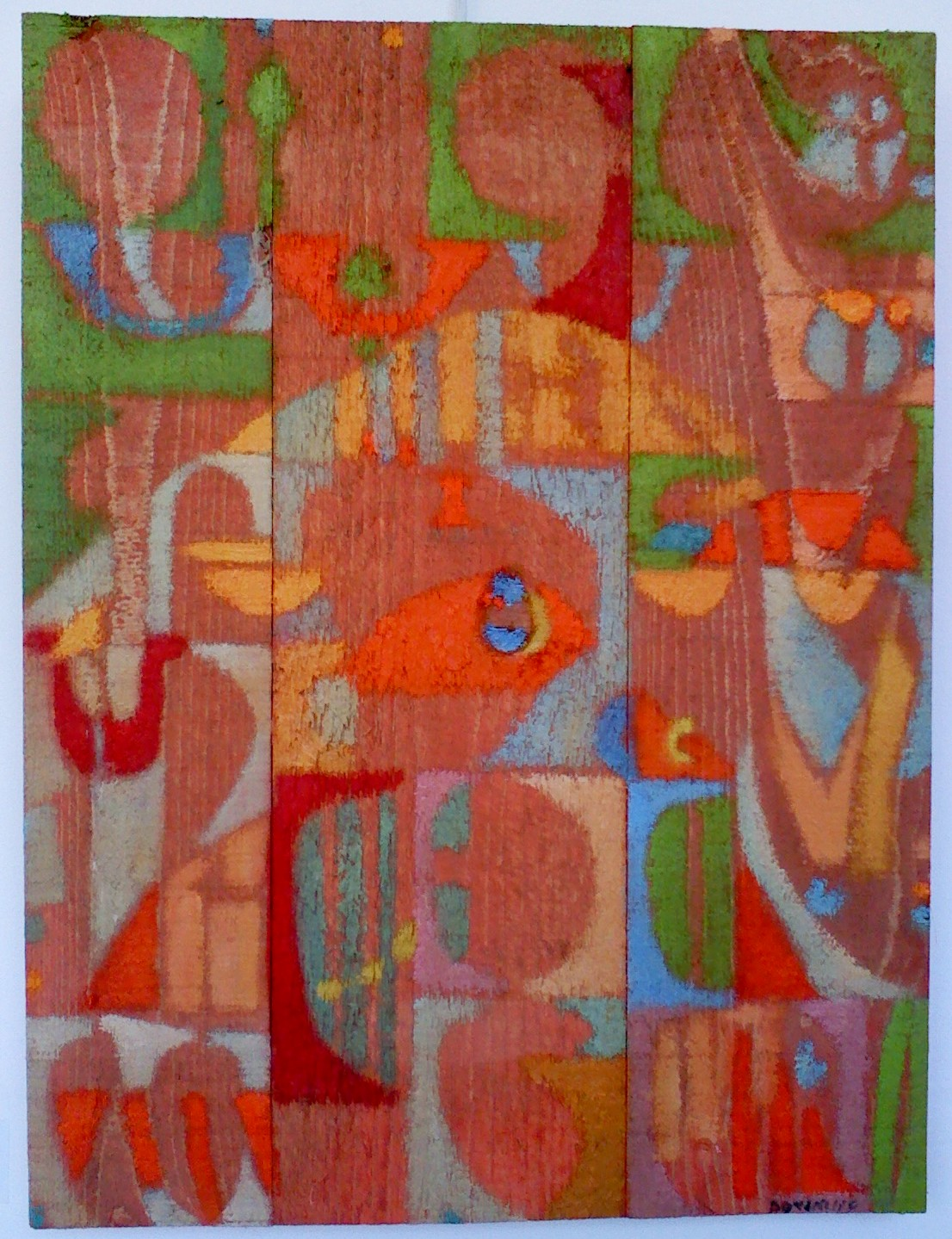
Huile sur bois, 2007, 46x35 cm faisant partie des dernières œuvres du peintre

- 1963, exposition à la Stone Gallery, Newcastle upon Tyne, catalogue par Michel Conil-Lacoste.
- 1990, exposition à la Galerie Kråkeslätt à Bromölla en Suède.
- 1991, expositions à la Galerie Kutter à Luxembourg et à la Galerie Jacquester à Paris.
- 1993, exposition à la Galerie Pascal Lainé à Gordes.
- 1994, expositions à la Galerie Jacquester à Paris, à la Galerie CNR 23 et au Musée Baron Gérard à Bayeux et à la Galerie Kråkeslätt à Bromölla.
- 1995, exposition d'aquarelles, peintures et cuirs tendus sur châssis à la Galerie Pascal Lainé et à la Galerie Kutter.
- 1997, expositions à la Galerie Léon Keuninckx à Grand-Rechain, Verviers (Belgique) et à la Galerie Pascal Lainé à Gordes (France).
- 1999, exposition à la Galerie Pascal Lainé à Gordes.
- 2000, exposition à la Galerie Léon Keuninckx.
- 2001, exposition des peintures et totems destinés au Kentucky Museum à l'Espace Saint-Louis à Avignon, présenté par la Galerie Pascal Lainé avec le soutien de la ville d'Avignon.
- 2002, exposition d'aquarelles, tableaux tiges, peintures et totems à la Galerie Pascal Lainé à Avignon.
- 2004, exposition à la Galerie Léon Keuninckx à Grand-Rechain, (Verviers)
- 2004, exposition d'œuvres récentes (collages, peintures & bronzes) à la Galerie Pascal Lainé à Avignon.
- 2007, exposition des dernières œuvres (peintures sur bois) pour l'inauguration de la Galerie Pascal Lainé[2], à Ménerbes.
- 2010, exposition au musée Unterlinden à Colmar.